# Астрахань (порт)
Астрахань — морський порт у місті Астрахань Астраханської області. Порт розташований в Трусовському районі міста на правому березі Волги. Згідно реєстру морських портів, в порту Астрахань є 26 причалів. Довжина причального фронту морського порту становить 3604,88 метра, площа акваторії морського порту — 53,96 км², пропускна спроможність вантажних терміналів — 9 934,5 тисяч тонн в рік
Морський порт Астрахань має порядковий реєстраційний номер К-1. У порту працює 16 операторів морських терміналів.
Заснований у 1722 році на Кутумовій річці. Пізніше перенесений на березі Волги. У 1857 році на території порту було збудовано механічний завод з 13 майстернями, а в 1859 році введено в експлуатацію плавучий дерев'яний док для ремонту суден. У другій половині XIX століття сформувалася астраханська причальна лінія.
У квітні 1960 року Морський торговельний порт і Астраханський річковий порт були об'єднані і отримали загальну назву Астраханський порт ВОРПа. У 1993 році Астраханський порт перетворений в акціонерне товариство відкритого типу.